# Domfaing
Domfaing település Franciaországban, Vosges megyében. Lakosainak száma 212 fő (2022. január 1.). Domfaing Mortagne, Les Rouges-Eaux, Vervezelle, Belmont-sur-Buttant, Bois-de-Champ és Brouvelieures községekkel határos.

## Népesség
A település népességének változása:
| Lakosok száma | 227  | 218  | 220  | 216  | 216  | 216  | 213  | 212  | 212  |
|               | 2013 | 2015 | 2016 | 2017 | 2018 | 2019 | 2020 | 2021 | 2022 |